# Nesseby
Nesseby (Noors) of Unjárga (Samisch) (Fins en Kveens: Uuniemi) is een gemeente in de Noorse provincie Finnmark. Zowel de Noorse als de Samische naam geldt als officiële naam van de gemeente. De gemeente telde 951 inwoners in januari 2017.

## Geboren in Nesseby
- Agnete Johnsen (1994), zangeres

Alta · Båtsfjord · Berlevåg · Gamvik · Hammerfest · Hasvik · Karasjok · Kautokeino · Lebesby · Loppa · Måsøy · Nesseby · Nordkapp · Porsanger · Sør-Varanger · Tana · Vadsø · Vardø